# Lilla Ånsjön
Lilla Ånsjön är en sjö i Hällefors kommun i Västmanland och ingår i Norrströms huvudavrinningsområde.